# 조승식
조승식(趙承植, 1952년 1월 20일 ~ )는 대한민국의 법률가이다. 1979년 검사에 임용되어 1992년 부장검사가 되었고 2005년 검사장이 되었으며 2011년까지 근무한 후 변호사로 활동했다. 조직폭력배 김태촌 검거 검사로 유명한 인물이다. 이외에도 '부산 칠성파' 이강환, '영도파 두목' 천달남 등 검사 생활 동안 여러 명의 조직폭력배들을 검거했다.

## 학력
- 대전고등학교 (졸업)
- 서울대학교 법학과 (졸업)
- 한양대학교 대학원 행정학과 (졸업)

## 경력
- 1977년 제19회 사법시험
- 사법연수원 9기 수료
- 1979년 : 서울지방검찰청 검사
- 1992년 : 광주지방검찰청 순천지청 부장검사
- 2005년 : 서울서부지방검찰청 검사장
- 2006년 : 인천지방검찰청 검사장
- 2007년 : 대검찰청 형사부장
- 2011년 : <법무법인 한결> 대표변호사
- <법무법인 한결한울> 대표변호사

## 상훈
- 2002년 : 홍조근정훈장